# Finngrundet-Östra banken
Finngrundet-Östra banken este o arie protejată (arie specială de conservare — SAC, sit de importanță comunitară — SCI) din Suedia întinsă pe o suprafață de 23.151,2 ha, integral marine.

## Localizare
Centrul sitului Finngrundet-Östra banken este situat la coordonatele 60°58′56″N 18°27′49″E / 60.9822°N 18.4637°E.

## Înființare
Situl Finngrundet-Östra banken a fost declarat sit de importanță comunitară în iulie 2008 pentru a proteja un număr necunoscut de specii din flora spontană și fauna sălbatică aflate în arealul zonei. Situl a fost protejat și ca arie specială de conservare în decembrie 2017.

## Biodiversitate
Situată în ecoregiunile boreală și marină baltică, aria protejată conține 2 habitate naturale: Bancuri de nisip acoperite în permanență slab de apă marină, Recifuri.
La baza desemnării sitului se află un număr nedeclarat de specii protejate.